# Rutilia fulviventris
Rutilia fulviventris är en tvåvingeart som beskrevs av Jacques-Marie-Frangile Bigot 1874. Rutilia fulviventris ingår i släktet Rutilia och familjen parasitflugor. Inga underarter finns listade i Catalogue of Life.